# Blanzac (Haute-Loire)
Blanzac é uma comuna francesa na região administrativa de Auvérnia-Ródano-Alpes, no departamento de Alto Loire. Estende-se por uma área de 8,56 km². Em 2010 a comuna tinha 412 habitantes (densidade: 48,1 hab./km²).